# Brian Oge O'Rourke
Brian Óg na Samhthach Ó Ruairc —anglificado como Brian Oge O'Rourke— (c. 1568-28 de enero de 1604), fue el penúltimo rey de Breifne Occidental, desde 1591 hasta su derrocamiento en abril de 1603, al final de la guerra de los Nueve Años. Sucedió a su padre, Brian O'Rourke, cuando las noticias de su ejecución en Londres alcanzaron Irlanda. 
En 1599, las fuerzas de Ó Ruairc lucharon junto a las de Red Hugh O'Donnell en la batalla de Curlew Pass, durante la guerra de los Nueve Años. Sus fuerzas, junto con las de Hugh O'Neill, conde de Tyrone, eran aún una amenaza insuficiente para amenazar a la reina Isabel I de Inglaterra que aún estaba convencida de poder alcanzar una paz en Irlanda, el Tratado de Mellifont.
Ó Ruairc fue el último rey irlandés en ser derrotado en la guerra, aproximadamente un mes después de que los otros se hubieran rendido. Él nunca se rindió, pero fue derrocado por su hermano Teigue, que se había pasado a los ingleses durante la guerra e invadió su reino con su apoyo en marzo de 1603. Huyó a Galway donde murió de fiebres en enero de 1604.
De acuerdo con sus deseos, Ó Ruairc fue enterrado en el claustro del priorato de Ross Errilly Friary. Fue sucedido por su hermano, Teigue.